# 白山恐竜パーク白峰
白山恐竜パーク白峰（はくさんきょうりゅうパークしらみね、英: Hakusan Dinosaur Park Shiramine）は、石川県白山市桑島に位置する市立の博物館類似施設。白山市桑島にある国の天然記念物「桑島化石壁」から発見された動植物の化石を中心に恐竜に関する古生物学資料を展示・公開しており、化石発見広場では化石の発掘体験もできる。同パーク内には白峰化石調査センターが設置されており、調査研究や最新の情報発信も行っている。
白山手取川ジオパークの教育普及・活動拠点でもある。豪雪地域のため、冬季（11月下旬 - 4月中旬）は休館。

## 施設と展示
複数の建物が回廊でつながっており、入口から順に「恐竜館」「学習館」「ふれあい館」「化石調査センター」となっている。屋外には、「化石発掘体験広場」や「調査広場」などの体験活動の場も設けられている。
敷地内には、お土産コーナーや休憩スペース（飲食可、自動販売機あり）はあるが、レストラン等は営業していない。

### 恐竜館
恐竜の全身骨格や足跡化石、復元模型などが陳列されるメインの展示ホール。外観は銀色をしたドーム状の建物。桑島化石壁にまつわる展示のほか、ティラノサウルス亜成体のロボットや、全長28 mの竜脚類ディプロドクスの全身骨格、イギリス産のイグアノドン類の実物化石も展示されている。

### 化石発掘体験広場
化石発掘の体験ができる広場。約1億3000万年前の植物の化石が見つかることが多いが、過去には恐竜の歯が見つかったこともある。

### 学習館
恐竜に関する教育番組等を上映しているシアターがある。不定期だが専門家による講演会等で使用されることもある。

### ふれあい館とふれあい広場
休憩スペースとして利用できる机と椅子がならんだ部屋。その屋外には芝生のフリースペース「ふれあい広場」が隣接している。これらは主に団体の集合場所や昼食場所として利用されている。芝生エリアにはメガロサウルスなど実物大の恐竜の模型も設置されている。ふれあい館の屋上には桑島化石壁や旧白峰村の集落を一望できる展望台がある。

### 化石調査センター
1997年の桑島化石壁を貫くトンネル工事によって得られた岩石を中心に、白山市内に分布する恐竜時代の地層と化石について調査研究、教育普及を行っている。かつては桑島総湯の近くにあったが、2014年より同園内に移管した。
施設内では調査によって得られた動植物の化石標本が展示され、それらに基づいた復元画も見ることができる。期間限定の展示を行う特別展示室もある。また、化石クリーニング室の様子をガラス越しに見学することもできる。

### 自然体験広場
全長40 mの大型の滑り台「ダイナ・スライダー」や遊具等がある芝生の広場。いくつかの遊具は安全上の理由から、現在では使用禁止になっている。

## 化石調査
パーク内の化石調査センターを拠点に、桑島化石壁を中心とした白山市内の化石に関する調査研究が行われている。調査研究は、白山市と専門家とで協議会をつくり、調査団をおいて進めている。発掘調査においては、ボランティア調査員である「桑島化石調査隊」による継続的な発掘調査活動を行うとともに、毎年8月には全国から専門家や大学生、愛好家が集まって「集中調査」と呼ばれる短期の発掘調査を継続的に実施している。調査団の成果として、これまでに15種類の新種の動物化石を発表している。

## アクセス
公共交通機関は金沢駅（JR北陸線）もしくは鶴来駅（北陸鉄道石川線）から発着する加賀白山バス白峰線と白山線のみ（金沢駅から約2時間）。